# Mitsuru Nasuno

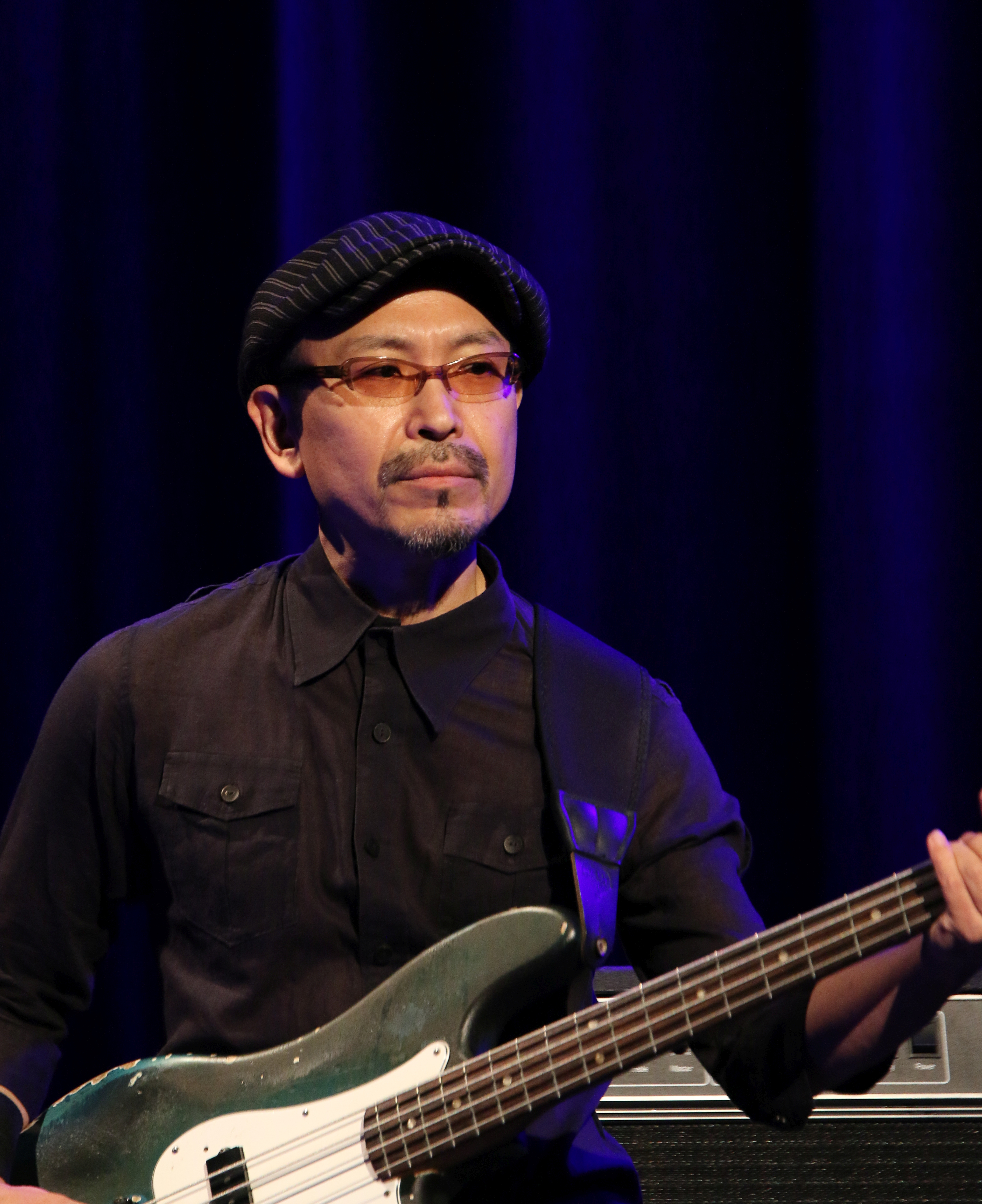
Mitsuru Nasuno (2015)

Mitsuru Nasuno (jap. ナスノ ミツル, eigentlich: 那須野 満, beides: Nasuno Mitsuru; * 17. November 1963 in Morioka, Präfektur Iwate) ist ein japanischer Improvisationsmusiker (E-Bass). Er interessiert sich vor allem für die Möglichkeiten von Noise Music und die elektronischen Sounderweiterungen seines Instruments.

## Leben und Wirken
Nasuno fand mit 17 Jahren zum Bass und spielte zunächst in Rockbands. Während des Studiums spielte er in der Bigband der Hochschule und nahm Stunden, um auch Kontrabass zu lernen.
Nasuno gründete 1980 mit dem Schlagzeuger Yasuhiro Yoshigaki und dem Gitarristen Kazuhisa Uchihashi das Trio Altered States, das auch 2012 noch konzertierte, diverse Alben vorlegte und international auftrat. Von 1992 bis 1996 war er zudem Mitglied der Jazzcore-Band Ground Zero, mit der er drei Alben aufnahm, und spielte auch später noch in Bands von Yoshihide Otomo. Auch arbeitete er mit Keiji Haino und leitete die Gruppe Mugamps, später Reverb.
Nasuno ist seit 1998 Mitglied von Korekyojinn und gehört auch den Gruppen Unbeltipo und The World Heritage an. Weiterhin spielte er mit Musikern wie Kazutoki Umezu, Chris Cutler, Tenko, Samm Bennett, Ned Rothenberg, Jon Rose und Thomas Buckner. Mit Alfred Harth, Kazuhisa Uchihashi und Chris Cutler trat er 2015 auf dem Frankfurter Jazzfestival als Hope auf.